# نيكي هوفس
نيكي هوفس (بالهولندية: Nicky Hofs)‏ (17 مايو 1983 آرنم هولندا - ) هو لاعب كرة قدم هولندي، يلعب كلاعب وسط.

## وصلات خارجية
نيكي هوفس على موقع الاتحاد الأوربي (الإنجليزية)
- نيكي هوفس على موقع قاعدة بيانات كرة القدم.إي يو (الإنجليزية)
- نيكي هوفس على موقع ناشيونال فوتبول تيمز (الإنجليزية)
- نيكي هوفس على موقع Soccerway.com (الإنجليزية)
- نيكي هوفس على موقع عالم كرة القدم.نت (الإنجليزية)